# Aukštojo tyro pelkė
Aukštojo tyro pelkė este o arie protejată (arie de protecție specială avifaunistică — SPA) din Lituania întinsă pe o suprafață de 1.294,5 ha, integral pe uscat.

## Localizare
Centrul sitului Aukštojo tyro pelkė este situat la coordonatele 55°43′33″N 21°47′40″E / 55.7258°N 21.7944°E.

## Înființare
Situl Aukštojo tyro pelkė a fost declarat arie de protecție specială avifaunistică în aprilie 2004 pentru a proteja 7 specii de animale.

## Biodiversitate
Situată în ecoregiunea boreală, aria protejată nu include niciun habitat protejat.
La baza desemnării sitului se află mai multe specii protejate de  păsări (7): acvilă țipătoare mică (Aquila pomarina), barză neagră (Ciconia nigra), cocor (Grus grus), viespar (Pernis apivorus), ploier auriu (Pluvialis apricaria), cocoșul de mesteacăn (Tetrao tetrix tetrix), fluierar de mlaștină (Tringa glareola).